# Spill
Spill: en damroman är en roman av Sigrid Combüchen, utgiven på Norstedts förlagsgrupp 2010. Boken handlar om en författare som brevväxlar med en kvinna som heter Hedda och skildrar bl.a. Heddas liv som ung samt varför hennes liv blev som det blev. För romanen erhöll Combüchen Augustpriset i kategorin årets skönlitterära bok 2010.